# Sticherus ferrugineus
Sticherus ferrugineus là một loài dương xỉ trong họ Gleicheniaceae. Loài này được Desv. J. Gonzales mô tả khoa học đầu tiên năm 2011.